# Pałac w Płotyczy (rejon tarnopolski)
Pałac w Płotyczy – wybudowany pod koniec XVIII w. przez Felicjana Korytowskiego w Płotyczy.

## Opis
Obiekt postawiony w stylu klasycystycznym, od frontu portyk z czterema kolumnami jońskimi podtrzymującymi tympanon. Pałac przetrwał dwie wojny światowe. Współcześnie, dane z 2005 r.,  mieści się w nim szpital.